# Seznam senatorjev 17. parlamenta Kraljevine Italije
Seznam senatorjev 17. parlamenta Kraljevine Italije je urejen po letu imenovanja.

## 1890
- Carlo Acquaviva d'Aragona
- Giovanni Battista Agliardi
- Giacomo Armò
- Augusto Baccelli
- Achille Basile
- Giuseppe Basteris
- Pietro Bastogi
- Gaetano Bettoni
- Ludovico Bettoni
- Giulio Bizzozero
- Pietro Blaserna
- Teresio Bocca
- Giovanni Bombrini
- Eugenio Bonvicini
- Vincenzo Stefano Breda
- Giuseppe Briganti Bellini
- Nicola Bruni Grimaldi
- Giuseppe Cadenazzi
- Andrea Calenda di Tavani
- Francesco Caligaris
- Giovanni Camerini
- Rosario Cancellieri
- Giovanni Capellini
- Giosue Carducci
- Desiderato Chiaves
- Alerino Como
- Giuseppe D'Alì
- Arcangelo De Castris
- Marcello De Mari
- Giulio De Rolland
- Biagio Licata di Baucina
- Antonino Di Prampero
- Giacomo Doria
- Enrico Fano
- Raffaele Faraggiana
- Alessandro Fe' d'Ostiani
- Giuseppe Fornaciari
- Salvatore Gangitano
- Giuseppe Gattini
- Bonaventura Gerardi
- Giovanni Battista Enrico Geymet
- Edoardo Ginistrelli
- Antonio Giudice
- Francesco Gloria
- Luigi Guala
- Giacinto Guglielmi
- Mariano Indelicato
- Felice Manfredi
- Antonio Mangilli
- Isacco Maurogonato Pesaro
- Giuseppe Miraglia
- Ottavio Morisani
- Roberto Morra di Lavriano e della Montà
- Gaetano Negri
- Carlo Negroni
- Lazzaro Negrotto Cambiaso
- Costantino Nigra
- Francesco Nobile
- Antonio Nunziante
- Luigi Orlando
- Giovanni Battista Pagano Guarnaschelli
- Emilio Pascale
- Emanuele Paternò
- Narciso Pelosini
- Ubaldino Peruzzi
- Giovanni Potenziani
- Vincenzo Pugliese Giannone
- Matteo Ricci
- Cesare Ricotti Magnani
- Augusto Righi
- Angelo Rossi
- Pietro Salis
- Claudio Sandonnini
- Achille Sannia
- Gavino Scano
- Giacinto Scelsi
- Nicola Sole
- Vincenzo Stocco
- Rinaldo Taverna
- Michele Tedeschi Rizzone
- Gian Paolo Tolomei
- Giuseppe Ignazio Trevisani
- Domenico Turazza
- Ezio de Vecchi
- Melchiorre Voli
- Paolo Volpi Manni

## 1891
- Augusto Albini
- Olinto Barsanti
- Francesco Bonasi
- Enrico Bottini
- Pietro Brambilla
- Galeazzo Calciati
- Antonio Cappelli
- Gaetano Caracciolo
- Cesare Cerruti
- Domenico Coletti
- Domenico Comparetti
- Pasquale Cordopatri
- Floriano Del Zio
- Carlo Gallozzi
- Giuseppe Greppi
- Corrado Lancia di Brolo
- Galeazzo Massari
- Salvatore Ottolenghi
- Niccolò Papadopoli
- Edoardo Porro
- Felice Rignon
- Giuseppe Saredo
- Francesco Sprovieri
- Ludovico Trotti
- Giulio Vigoni